# Parapentas setigera
Parapentas setigera är en måreväxtart som först beskrevs av William Philip Hiern, och fick sitt nu gällande namn av Bernard Verdcourt. Parapentas setigera ingår i släktet Parapentas och familjen måreväxter. Inga underarter finns listade i Catalogue of Life.